# Société publique locale
Une société publique locale (SPL) est une société anonyme détenue exclusivement par des collectivités locales françaises (et leurs groupements), dont l'objet est la réalisation des missions que ces dernières lui confient par un contrat de la commande publique (marché ou concession). 
Créées pour compléter les actions des sociétés d'économie mixte locales (SEML), les SPL peuvent nouer des relations contractuelles avec les collectivités territoriales actionnaires sans mise en concurrence. Les SPL restent par ailleurs soumises à la réglementation sur les aides d'État.
Les SPL sont représentées auprès des pouvoirs publics français par la Fédération des élus des Entreprises publiques locales. 

## Historique

### De la SEML à la SPL
L'idée de « société publique locale » répond aux difficultés des sociétés d'économie mixte locales ; la structure juridique sous forme de société anonyme traditionnellement utilisée par les collectivités territoriales françaises avec les principes de mise en concurrence et de transparence dans la passation des concessions de service public dégagés par la Cour de justice de l'Union européenne (CJUE).
En effet, les principes de transparence et de mise en concurrence de la commande publique que la CJUE tire des traités européens successifs s'opposent à l'opacité dans la passation des Marchés publics puis dans les concessions de service public entre les entités adjudicatrices et concessionnaires.
Étaient cependant jusqu'en 2009 considérés comme épargnés par la mise en concurrence, les marchés et les concessions entre pouvoirs publics, et entre un pouvoir public et une entité créée par le pouvoir public dans l'objectif de recevoir un marché ou une concession particulière. La CJUE, à travers plusieurs arrêts interprète les directives sur les marchés publics de l'Union européenne dans le sens où ni la coopération publique-publique ni la coopération entité publique-entité créée spécialement à cet effet, n'est forcément dispensée de mise en concurrence.
Notamment, l'arrêt Stadt Halle de 2005 (réf. donnée) indique clairement qu'il faut mettre fin aux facilités dont disposaient les sociétés d'économie mixte locales pour recevoir des concessions sans mise en concurrence ni transparence de la part de leurs actionnaires publics.
Les deux conditions de l'arrêt Teckal ne sont en France en effet pas réunies par la Société d'économie mixte locale (SEML), instrument traditionnel des collectivités publiques pour confier des contrats à une entité de droit privée distincte (société anonyme) contrôlée à plus de 50 % par les collectivités publiques. Le statut légal de la société d'économie mixte locale l'oblige à faire souscrire au moins 15 % de son capital à des personnes privées, ce qui induit qu'elle ne peut pas être considérée comme une entité "in house" selon la jurisprudence Teckal et son interprétation de la condition de contrôle total telle que donnée par l'arrêt Stadt Halle.

### La loi du 13 juillet 2006 et les SPLA
Le législateur profite de la loi du 13 juillet 2006 portant engagement national pour le logement pour créer un statut de société anonyme compatible avec la jurisprudence Stadt Halle. 
L'article 20 de la loi du 13 juillet 2006 dispose ainsi :

« I. - Après l'article L. 326-7 du code de l'urbanisme, il est inséré un chapitre VII ainsi rédigé :

Chapitre VII

Sociétés publiques locales d'aménagement

Art. L. 327-1. - Les collectivités territoriales et leurs groupements peuvent, à titre expérimental, pour une durée de cinq ans, prendre des participations dans des sociétés publiques locales d'aménagement dont ils détiennent la totalité du capital.

Une des collectivités territoriales ou un des groupements de collectivités territoriales participant à une société publique locale d'aménagement détient au moins la majorité des droits de vote.

Ces sociétés sont compétentes pour réaliser, pour le compte de leurs actionnaires et sur le territoire des collectivités territoriales ou des :groupements de collectivités territoriales qui en sont membres, toute opération d'aménagement au sens du présent code.

Les sociétés publiques locales d'aménagement revêtent la forme de société anonyme régie par le livre II du code de commerce et par le chapitre IV du titre II du livre V de la première partie du code général des collectivités territoriales.

II. - Le Gouvernement transmet au Parlement, dans un délai de cinq ans à compter de la promulgation de la présente loi, un rapport établissant un bilan d'application de l'article L. 327-1 du code de l'urbanisme. »

La société publique locale d'aménagement est doublement limitée, par la jurisprudence européenne. D'une part par un contrôle à 100 % de collectivités territoriales et uniquement de collectivités territoriales, contrairement à la SEML, dans laquelle les établissements publics peuvent aussi participer au titre de la majorité publique. Et d'autre part par sa compétence, qui est limitée à agir pour le compte de ses actionnaires. Elle est aussi limitée géographiquement, ce qui peut s'expliquer par une certaine lecture des arrêts de la Cour de justice de l'Union, mais aussi par la volonté du législateur d'enfermer les possibilités d'action de la SPLA.
Sa compétence est aussi limitée au domaine de l'aménagement au sens de l'article 300-1 du code de l'urbanisme, preuve que le législateur reste prudent sur la liberté de laisser aux collectivités locales toute latitude pour créer des sociétés publiques dans tous les domaines possibles.
Le législateur accorde, contrairement à la SEML, qu'au moins une des collectivités ou groupement de collectivités possède au moins la majorité des droits de vote au conseil d'administration. Le législateur pense ainsi freiner tout blocage au niveau politique dans le fonctionnement de cet instrument. Dans les sociétés anonymes, il est effectivement important de ne pas avoir d'égalité parfaite entre les associés car cela peut poser des problèmes en cas de partage des voix, mais cette possibilité n'est bien entendu pas interdite par la loi, contrairement à la SPLA.
Enfin, la SPLA prend la forme d'une expérimentation législative, avec rapport du gouvernement au bout de cinq ans, preuve que le législateur français restait prudent quant à cet instrument.

### La loi du 28 mai 2010 et les SPL
En mars 2009, une proposition de loi permettant le développement des sociétés publiques locales est déposée par les sénateurs socialistes au bureau du Sénat 
Ce texte propose de pérenniser le statut de SPLA et de créer en parallèle un statut de SPL à inclure au code général des collectivités territoriales, qui viendrait s'ajouter aux outils de gestion juridiquement distincts des collectivités territoriales que sont les établissements publics et les sociétés d'économie mixte locales.
Après une rapide navette parlementaire, puisque le texte ne passe qu'une seule fois devant l'Assemblée nationale, chose assez rare, il est adopté par le Sénat en deuxième lecture - c'est-à-dire sans modification du texte de l'Assemblée - à l'unanimité. Le texte a ainsi obtenu l'unanimité devant l'Assemblée nationale et le Sénat à chaque fois qu'il leur a été présenté, c'est-à-dire deux fois devant le Sénat et une fois devant l'Assemblée. 
Le texte ainsi adopté devient la loi no 2010-559 du 28 mai 2010 qui crée la SPL précise à son article 1 :

« Le livre V de la première partie du code général des collectivités territoriales est complété par un titre III ainsi rédigé :

TITRE III

SOCIÉTÉS PUBLIQUES LOCALES

Art.L. 1531-1.-Les collectivités territoriales et leurs groupements peuvent créer, dans le cadre des compétences qui leur sont attribuées par la loi, des sociétés publiques locales dont ils détiennent la totalité du capital.

Ces sociétés sont compétentes pour réaliser des opérations d'aménagement au sens de l'article L. 300-1 du code de l'urbanisme, des opérations de construction ou pour exploiter des services publics à caractère industriel ou commercial ou toute autre activité d'intérêt général.

Ces sociétés exercent leurs activités exclusivement pour le compte de leurs actionnaires et sur le territoire des collectivités territoriales et des groupements de collectivités territoriales qui en sont membres.

Ces sociétés revêtent la forme de société anonyme régie par le livre II du code de commerce et sont composées, par dérogation à l'article L. 225-1 du même code, d'au moins deux actionnaires.

Sous réserve des dispositions du présent article, elles sont soumises au titre II du présent livre. »

Certains analyses considèrent que tant les sociétés publiques locales d’aménagement et que les sociétés publiques locales ont été conçues comme un remède au refus du juge de l’Union européenne d’écarter les règles de la concurrence dans les relations des collectivités territoriales avec les sociétés d’économie mixte locales c'est-à-dire de donner la possibilité de contractualiser sans mise en concurrence,.
Contrairement à la SPLA, la SPL n'a pas à avoir un actionnaire majoritaire, et a un objet beaucoup plus large que l'aménagement, puisqu'elle peut exercer à la fois des compétences de la SPLA c'est-à-dire l'aménagement, mais aussi des opérations de construction, ou l'exploitation de tout service public à caractère industriel ou commercial, et enfin toute activité d'intérêt général, ce qui laisse toute latitude à l'imagination des collectivités territoriales.
Le statut des SPL est aussi particulièrement dérogatoire au droit des sociétés anonymes, auquel il est soumis, puisqu'une SPL peut être composée de seulement 2 actionnaires, contre un minimum de 7 pour la société anonyme de droit commun, mais aussi par ricochet, pour les SEML et les SPLA.

## Fonctionnement

### L'articulation des normes dans la SPL
La SPL et la SPLA sont soumises à la forme de sociétés anonymes régie par le Livre II du code de commerce. Elles sont cependant dérogatoires à cette forme en obéissant aux règles de la SEML  qui sont contradictoires avec les règles de la société anonyme. Et elles sont aussi dérogatoires aux règles de la SEML lorsque celles-ci sont contradictoires avec les règles de leur propre statut (article L. 327-1 du code de l'urbanisme, et L.1531-1 du Code général des collectivités territoriales).
La SPL est donc une société anonyme doublement dérogatoire aux règles du Livre II du code de commerce, à la fois en tant que SEML et en tant que SPL.

### La relationin-houseavec les collectivités territoriales
Les SPL sont notamment un moyen pour les collectivités territoriales de profiter de l'exception du in-house, définie par la jurisprudence européenne. En effet, lorsqu'un pouvoir adjudicateur comme une collectivité territoriale passe un contrat onéreux avec une entité juridiquement distincte, la Cour de justice de l'Union a interprété les Directives européennes sur les marchés publics et les dispositions du traité sur l'Union européenne, comme impliquant un principe général de transparence et de mise en concurrence des contrats onéreux des pouvoirs publics, y compris lorsqu'il s'agit d'une entreprise publique ou d'une autre collectivité publique.
Ce principe général tolère des dérogations et des exceptions, comme le cas de figure d'une entité juridiquement distincte d'un pouvoir public, mais entièrement soumise à son contrôle. Dans ce cas-là, la Cour de justice, dans plusieurs arrêts, a dégagé une exception au principe général de mise en concurrence, exception dite du in-house (« dans la maison ») car même s'il s'agit d'une entité distincte, elle reste « dans le giron », comme l'on dit en français, du pouvoir adjudicateur.
Toutefois cette exception vient avec ses propres règles, là encore issues d'une jurisprudence de la Cour de justice, qui reconnaît une entité in-house au fait que celle-ci :
- est entièrement contrôlée par les pouvoirs publics qui lui attribuent un « contrat public » (au sens du droit européen), dans une mesure semblable au contrôle exercé par les pouvoirs publics sur leurs propres services ;
- exerce l'essentiel de son activité pour ses actionnaires, afin de prouver qu'elle n'a pas de vocation à concurrencer les marchés des acteurs privés.

Afin de répondre à ces deux conditions, les SPL ne peuvent être détenues que par des collectivités territoriales et leurs groupements, ne peuvent intervenir que pour le compte exclusif de leurs actionnaires, ainsi que sur leur territoire exclusivement. Ainsi, les SPL devraient respecter les critères de la jurisprudence in-house.
Jusqu'en 2005, les collectivités françaises, soutenues par le gouvernement français, arguaient que les SEML devaient bénéficier de la jurisprudence du in-house, et passaient des contrats avec leurs SEML sans transparence ni mise en concurrence. L'arrêt de 2005 Stadt Halle est venu mettre un terme à cette vision, en posant le principe que la moindre participation privée dans une société publique para-administrative (c'est-à-dire destinée à recueillir des missions de l'administration) n'était pas compatible avec la constitution d'une entité in-house, et a donc encouragé à la création de la SPL.
Aujourd'hui, certaines SEML sont devenues des SPL après que les collectivités territoriales ont racheté leurs parts aux actionnaires privés. D'autres ont fait le choix de laisser leurs SEML en concurrence avec les investisseurs privés pour l'obtention de leurs contrats publics.

### Conséquences de la relationin-housepour les SPL
Conséquence de la relation in-house, les SPL (comme les SEML) sont considérées comme des pouvoirs adjudicateurs au sens du droit européen et national, et doivent donc, pour leur besoin propre, respecter le principe général de transparence et de mise en concurrence dans l'attribution de leurs contrats onéreux.
Les SPL peuvent créer des filiales, sous les conditions d'un accord exprès de tous leurs actionnaires et sans être un moyen de contourner le respect des dispositions des articles L. 2253-1, L. 3231-6 et L. 4111-1-6° du CGCT qui interdisent toute prise de participation d’une collectivité territoriale dans le capital d’une société commerciale ou d’un organisme à but lucratif, sauf autorisation accordée par décret en Conseil d’État. Globalement, la création de filières est cependant un exercice risqué, car dangereux pour l'équilibre de la relation in-house entre SPL et collectivités. Elle est déconseillée par la circulaire SPL du ministre de l'Intérieur du 29 avril 2011.

## Part des SPL en 2021
Au 1er juin 2021, la Fédération des élus des Entreprises publiques locales recense 433 SPL actives en France.

## Critiques
Le principe de l'utilisation des sociétés publiques locales est critiqué, certains y voyant un moyen pour les administrations d'échapper au code des marchés publics et de donner des emplois « aux amis du pouvoir ». Christian Julienne, président du laboratoire d'idées libéral Héritage et Progrès, écrit ainsi : 

« Toutes les grandes villes, les départements et autres vont être naturellement tentés de créer ces sociétés publiques locales pour y mettre les vice-présidents, adjoints, chefs de service et autres amis politiques heureux de devenir entrepreneurs avec l’argent des contribuables et sans se soumettre à la concurrence. […] En outre, le texte lui-même constitue un véritable appel au délit de favoritisme, à la prise illégale d’intérêts et à l’abus de bien social. »

Ce point de vue n'est toutefois partagé que par un petit nombre de personnes, la SPL n'assouplissant pas le régime des outils déjà à la disposition des collectivités locales, comme les EPIC, les SEML, ou encore les associations transparentes. Elles répondent au contraire à une critique sur la non-transparence des SEML quant au choix des partenaires privés actionnaires au capital.
Pour ses défenseurs, la SPL reste un outil privé à disposition d'un pouvoir public et est donc un outil, parmi d'autres, permettant d'éviter l'emploi de fonctionnaires publics pour accomplir des missions de service public.